# Igreja Presbiteriana Bíblica
A Igreja Presbiteriana Bíblica - em inglês Bible Presbyterian Church - é um denominação cristã reformada estadunidense, formada em 1937, por vários clérigos presbiterianos conservadores, que se separam da Igreja Presbiteriana Ortodoxa. A denominação está presente nos Estados Unidos e Canadá, e mantem relações com a Igreja Presbiteriana Fundamentalista do Brasil.

## História

### Origem
Em 1936, um grupo conservador se separou da Igreja Presbiteriana nos Estados Unidos (PCUSA) e formou a Igreja Presbiteriana Ortodoxa. Todavia, a nova denominação dividiu-se em dois grupos. O primeiro grupo foi mais estreitamente ligada aos modos tradicionais de culto, formulações teológicas e similares. Este grupo realizou às formulações clássicas de teologia Reformada (como mediada através da Confissão de Fé de Westminster e os Catecismos) e piedade, formando assim uma facção "ortodoxa", que permaneceu majoritária na denominação. 
A outra facção defendia uma conservadorismo que mostraram um interesse mais afiado nos assuntos culturais e políticos e viu as ações da Igreja Presbiteriana nos Estados Unidos como sintomático de uma rejeição dos princípios de longa data de Cristianismo conservador pela maior parte da sociedade norte-americana. Este grupo era essencialmente fundamentalista na natureza, e tornou-se associado com a facção "Bíblica". McIntire estabeleceu a base para muito do que estava para vir a ser chamado de "Direita cristã"na religião e política americana. 
Duas questões principais tornaram a existência destas facções dentro da Igreja Presbiteriana Ortodoxa evidente. A primeira tinha a ver com uma piedade reformada clássico defronte uma piedade do fundamentalismo. Ele culminou em um conflito do uso de bebidas alcoólicas. O lado "ortodoxo" condenado a embriaguez, mas, no entanto, não concorda que a Escritura obrigava que os cristãos a se absterem totalmente de beber bebidas alcoólicas, enquanto o lado "Bíblico" afirmou que a Bíblia proibia o consumo de álcool inteiramente. 
A segunda questão foi sobre fidelidade a Teologia do Pacto contra a tolerância do Dispensacionalismo. Aqueles no lado "Bíblico" tinham chegado a tolerar, e até mesmo usar, a popular Bíblia de Referência Scofield cujas notas ensinam o sistema teológico chamado Dispensacionalismo, ao invés da Teologia do Pacto, historicamente ensinada pelas igrejas reformadas. As notas de Scofield estavam sob críticas consideráveis por membros do corpo docente do Seminário Teológico de Westminster , que liderou a facção "ortodoxa". O Pré-milenismo Histórico foi tolerada dentro da Igreja Presbiteriana Ortodoxa, mas a forma de Pré-milenismo Dispensacionalista foi considerado um grave erro. Aqueles que vieram a chamar-se "presbiterianos bíblicos" viram as sérias críticas contra notas de Scofield como um golpe contra a própria pré-milenismo histórico, ao invés de meramente a forma Dispensacionalista de pré-milenismo, e por isso buscaram a liberdade de usar a Bíblia de Referência Scofield. 
Em 1937, o a facção dos presbiterianos "bíblicos" formou a Igreja Presbiteriana Bíblica, a partir dos esforços de clérigos presbiterianos conservadores como Carl McIntire , J. Oliver Buswell e Allan MacRae . Francis Schaeffer foi o primeiro ministro a ser ordenado na nova denominação. O Primeiro Sínodo Geral da Igreja Presbiteriana Bíblica foi realizada em 1938 em Collingswood, Nova Jersey. Neste ano ocorreu a separação formal das igrejas deste grupo da Igreja Presbiteriana Ortodoxa, depois do fracasso do Rev. Milo F. Jamison, um dispensacionalista, na disputa eleitoral para o cargo de moderador da Assembleia Geral. 
Mesmo após a divisão, a Igreja Presbiteriana Bíblica manteve a unidade da aliança da graça (uma posição decididamente não-dispensacional), e, em anos posteriores, aprovaram resoluções contra o Dispensacionalismo em suas reuniões anuais sinodais.

### Primeira Divisão
Em 1955-1956, a primeira divisão ocorreu na Igreja Presbiteriana da Bíblia, resultando na Igreja Presbiteriana Bíblica - Sínodo de Collingswood  e da Igreja Presbiteriana Bíblia - Sínodo de Columbus. 
A "Igreja Presbiteriana Bíblica - Sínodo de Collingswood" permaneceu sob a influência de McIntire. Já a "Igreja Presbiteriana Bíblia - Sínodo de Columbus", que incluía homens como Francis Schaeffer e Jay E. Adams, adotou o nome Igreja Evangélica Presbiteriana (1956-1965) (que não deve ser confundida com a atual Igreja Presbiteriana Evangélica (EUA)). Em 1965, a Igreja Presbiteriana Evangélica fundiu-se com a Igreja Presbiteriana Reformada - Sínodo Geral (uma denominação outrora separada da Igreja Presbiteriana Reformada da América do Norte), para formar a Igreja Presbiteriana Reformada - Sínodo Evangélico (IPRSE). 
A IPRSE, por sua vez, foi absorvida pela Igreja Presbiteriana na América, em 1982. 
Pouco antes da divisão, a Igreja Presbiteriana Bíblia tinha estabelecido a Faculdade Aliança e o Seminário Teológico Aliança, mantido pelo Sínodo de Columbus, que se tornou a Igreja Evangélica Presbiteriana (1956-1965). Ambas as instituições acompanharam a denominação na fusão que resultou na  Igreja Presbiteriana Reformada - Sínodo Evangélico e, em seguida, na absorção feita pela Igreja Presbiteriana na América.

### Segunda Divisão
O Sínodo restante (Collingswood) manteve o nome Igreja Presbiteriana Bíblica. Todavia, o grupo experimentou uma outra divisão em 1979. A Igreja Presbiteriana Americana deixou a Igreja Presbiteriana Bíblica sobre aproximadamente as mesmas preocupações que levaram a saída original da IPO, a visão pré-milenista e a abstenção ao consumo de Álcool.

### Terceira divisão
Em 28 de março de 2008, o Presbitério do Atlântico Sul votou por uma larga margem para desassociar a partir de então, do Sínodo da Igreja Presbiteriana Bíblica, em oposição às relações formais recentemente estabelecidas entre o Sínodo e a Igreja Presbiteriana Ortodoxa. O presbitério tomou o nome Igreja Presbiteriana  Bíblica - Presbitério da Fé.

### História Recente
Atualmente, a igreja tem menos de 30 congregações. Os presbiterianos bíblicos não têm agências controladas pelo Sínodo para missões e educação, mas anualmente aprovam agências independentes para o trabalho de missão, bem como colégios e seminários.

## Relações Inter-eclesiásticas
A igreja tem se reaproximado da Igreja Presbiteriana Ortodoxa e em 2004 a estas votaram por manter relações formalmente.
Além disso, a igreja mantem relações fraternais e de cooperação com a Igreja Presbiteriana Fundamentalista do Brasil, a sexta maior denominação presbiteriana do Brasil.

## Doutrina
A Confissão de Fé de Westminster , Catecismo Maior de Westminster e Breve Catecismo de Westminster foram adotados no primeiro Sínodo da Igreja Presbiteriana Bíblica em 1938. Concordou-se com o manuscrito original da Confissão. A denominação descreve-se uma igreja confessional, que acredita no Cristianismo Reformado histórico.

## Demografia
Em 2015, a denominação tinha cerca de 10.000 membros.
Em 2022, a denominação era formada por 27 igrejas em sua maioria nos Estados Unidos e uma igreja em Alberta no Canadá e quatro presbitérios: Presbitério do Grande Oeste; Presbitério Oriental; Presbitério dos Grandes Lagos e Presbitério da Florida. O órgão superior é o Sínodo.

## Relações Intereclesiásticas
A IPB é observadora do Conselho Norte-Americano Presbiteriano e Reformado.